# Devon Aoki
Devon Edwenna Aoki (* 10. srpna 1982 New York) je americká modelka a herečka japonského původu.
Její otec Hiraoki Aoki (známý jako „Rocky“) reprezentoval Japonsko v zápase, počátkem šedesátých let se usadil v USA a založil úspěšný řetězec restaurací Benihana. Její matka Pamela, rozená Hillburgerová, je návrhářka šperků. Devon má dva vlastní a čtyři polorodé sourozence, jedním z nich je hudebník Steve Aoki. Od roku 2011 je provdaná za sportovce a obchodníka Jamese Baileyho, mají syna Huntera a dcery Alessandru a Eleanor.
Od třinácti let působila v modelingu pro londýnskou agenturu Storm Model Management (navzdory své výšce pouhých 162 cm), na její kariéru měla výrazný vliv fotografka Ellen von Unwerth. V roce 1998 se stala tváří značky Versace, pracovala také pro firmy Lancôme, Chanel a Hugo Boss, pózovala v časopisech Vogue, Harper's Bazaar a W. V roce 2003 debutovala jako filmová herečka rolí Suki ve snímku Rychle a zběsile 2 (řídit automobil se naučila teprve při natáčení), hrála také Miho ve filmu Sin City – město hříchu. Účinkovala ve videoklipech „Electric Barbarella“ (Duran Duran), „Bones“ (The Killers) a „M.I.L.F. $“ (Fergie).

## Filmografie
- 2003 Rychle a zběsile 2
- 2003 Death of a Dynasty
- 2004 Agentky D.E.B.S.
- 2005 Sin City - město hříchu
- 2006 DOA: Na život a na smrt
- 2006 Friendly Fire
- 2007 Boj
- 2008 Kronika mutantů
- 2009 Rosencrantz a Guildenstern jsou nemrtvi
- 2015 Jeremy Scott: The People's Designer
- 2017 Double Dutchess: Seeing Double, the Visual Experience